# The Sun Comes Out World Tour
A The Sun Comes Out World Tour Shakira kolumbiai énekesnő ötödik koncertkörútja, mellyel hatodik (She Wolf) és a hamarosan utána megjelent hetedik (Sale El Sol) nagylemezét népszerűsítette. A turné során bejárta Amerikát, valamint Európát. Az énekesnő második alkalommal látogatott el Magyarországra, 2011. május 5-én.

## Háttér
A turnéról szóló hírek 2010 májusában, az észak-amerikai helyszínek meghirdetésével váltak hivatalossá. Az énekesnő akkor elmondta, a koncert rendkívül „energikus” és „interaktív” lesz: 
„Többféle témája lesz és sokszor bevonom a közönséget is. Az élő showban sok tánc lesz, mintegy élet élvezet. A színpadon rendkívül szabadnak érzem magam. A fellépés olyan, mint a száguldás. Látni akarom mindenki arcát és a reakciójukat [...] Így aztán láthatod majd mindazt az energiát... de lesznek olyan pillanatok amelyek remélhetőleg erőteljesen művésziek. Azt akarom, hogy az emberek átéljenek mindent.”
A turné egy ún. próbaelőadással indult a montréali Bell Centre-ben, mielőtt hivatalosan elkezdődött az uncasville-i Mohegan Sun arénában.

## Előzenekarok
- Parade (Anglia)
- Vampire Weekend (Buenos Aires)
- Belanova (Kolumbia)
- Bomba Estereo (Kolumbia)
- Train (Kolumbia, Brazília, Peru)
- Ziggy Marley  (Brazília és Peru)
- Fatboy Slim (Brazília)
- Chimarruts (Brazília)

## Dallista
1. "Pienso en Ti"
2. "Why Wait"
3. "Te Dejo Madrid"
4. "Si Te Vas"

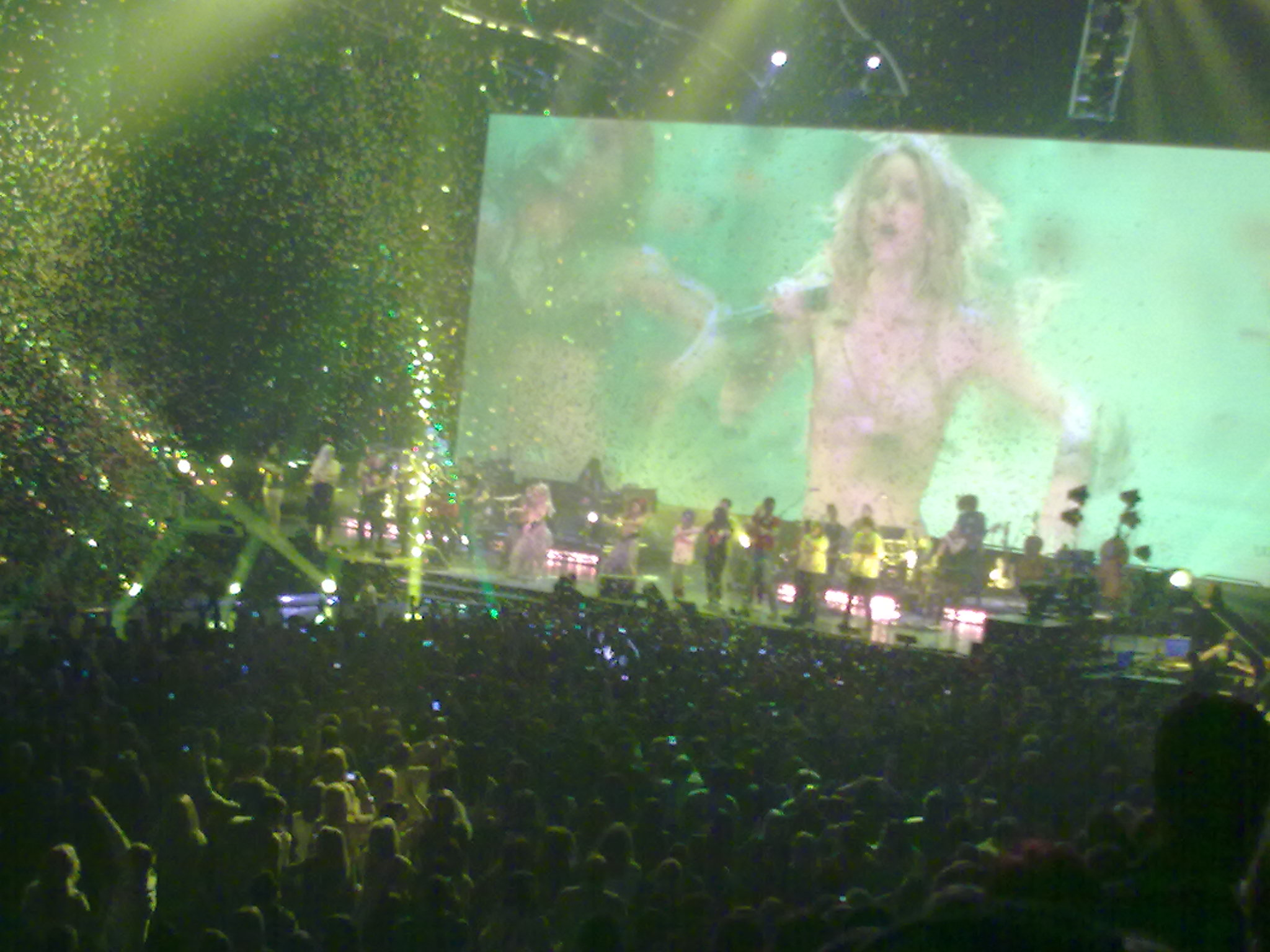
Shakira Manchesterben

5. "Whenever, Wherever" (részleteket tartalmaz az "Unbelievable" című dalból)
6. "Inevitable"
7. "El Nay A'atini Nay"
8. Medley: "Nothing Else Matters" / "Despedida"
9. "Gypsy"
10. "La Tortura"
11. "Ciega, Sordomuda"
12. "Underneath Your Clothes"
13. "Gordita"
14. "Sale el Sol"
15. "Las de la Intuición"
16. "Loca"
17. "She Wolf"
18. "Ojos Así"

Ráadás
1. "Antes De Las Seis"
2. "Hips Don't Lie"
3. "Waka Waka (This Time for Africa)"

## A turné állomásai
| Dátum                | Város                   | Ország                  | Helyszín                                         |
| -------------------- | ----------------------- | ----------------------- | ------------------------------------------------ |
| Észak-Amerika        |                         |                         |                                                  |
| 2010. szeptember 15. | Montréal                | Kanada                  | Bell Centre                                      |
| 2010. szeptember 17. | Uncasville              | Egyesült Államok        | Mohegan Sun Arena                                |
| 2010. szeptember 18. | Atlantic City           | Egyesült Államok        | Mark G. Etess Arena                              |
| 2010. szeptember 21. | New York                | Egyesült Államok        | Madison Square Garden                            |
| 2010. szeptember 25. | Sunrise                 | Egyesült Államok        | BankAtlantic Center                              |
| 2010. szeptember 27. | Miami                   | Egyesült Államok        | American Airlines Arena                          |
| 2010. szeptember 28. | Orlando                 | Egyesült Államok        | Amway Arena                                      |
| 2010. október 1.     | Dallas                  | Egyesült Államok        | American Airlines Center                         |
| 2010. október 2.     | San Antonio             | Egyesült Államok        | AT&T Center                                      |
| 2010. október 5.     | Corpus Christi          | Egyesült Államok        | American Bank Center                             |
| 2010. október 6.     | Laredo                  | Egyesült Államok        | Laredo Energy Arena                              |
| 2010. október 8.     | Houston                 | Egyesült Államok        | Toyota Center                                    |
| 2010. október 9.     | Hidalgo                 | Egyesült Államok        | State Farm Arena                                 |
| 2010. október 12.    | El Paso                 | Egyesült Államok        | Don Haskins Center                               |
| 2010. október 13.    | El Paso                 | Egyesült Államok        | Don Haskins Center                               |
| 2010. október 15.    | San Diego               | Egyesült Államok        | San Diego Sports Arena                           |
| 2010. október 16.    | Las Vegas               | Egyesült Államok        | Mandalay Bay Events Center                       |
| 2010. október 19.    | Sacramento              | Egyesült Államok        | ARCO Arena                                       |
| 2010. október 20.    | Santa Barbara           | Egyesült Államok        | Santa Barbara Bowl                               |
| 2010. október 22.    | Oakland                 | Egyesült Államok        | Oracle Arena                                     |
| 2010. október 23.    | Los Angeles             | Egyesült Államok        | Staples Center                                   |
| 2010. október 25.    | Anaheim                 | Egyesült Államok        | Honda Center                                     |
| 2010. október 26.    | Indio                   | Egyesült Államok        | Fantasy Springs Special Events Center            |
| 2010. október 29.    | Rosemont                | Egyesült Államok        | Allstate Arena                                   |
| Európa               |                         |                         |                                                  |
| 2010. november 16.   | Lyon                    | Franciaország           | Halle Tony Garnier                               |
| 2010. november 17.   | Zürich                  | Svájc                   | Hallenstadion                                    |
| 2010. november 19.   | Madrid                  | Spanyolország           | Palacio de Deportes                              |
| 2010. november 21.   | Lisszabon               | Portugália              | Pavilhão Atlântico                               |
| 2010. november 23.   | Bilbao                  | Spanyolország           | Bizkaia Arena                                    |
| 2010. november 24.   | Barcelona               | Spanyolország           | Palau Sant Jordi                                 |
| 2010. november 26.   | Montpellier             | Franciaország           | Arena Montpellier                                |
| 2010. november 27.   | Torino                  | Olaszország             | Torino Palasport Olimpico                        |
| 2010. november 29.   | Genf                    | Svájc                   | SEG Geneva Arena                                 |
| 2010. december 1.    | Rotterdam               | Hollandia               | The Ahoy                                         |
| 2010. december 3.    | München                 | Németország             | Olympiahalle                                     |
| 2010. december 5.    | Amnéville               | Franciaország           | Galaxie Amnéville                                |
| 2010. december 6.    | Párizs                  | Franciaország           | Palais Omnisports de Paris-Bercy                 |
| 2010. december 8.    | Frankfurt               | Németország             | Festhalle                                        |
| 2010. december 9.    | Berlin                  | Németország             | O2 World                                         |
| 2010. december 11.   | Köln                    | Németország             | Lanxess Arena                                    |
| 2010. december 12.   | Antwerpen               | Belgium                 | Sportpaleis                                      |
| 2010. december 14.   | Manchester              | Anglia                  | Manchester Evening News Arena                    |
| 2010. december 16.   | Dublin                  | Írország                | The O2                                           |
| 2010. december 17.   | Belfast                 | Észak-Írország          | Odyssey Arena                                    |
| 2010. december 19.   | Glasgow                 | Skócia                  | Scottish Exhibition and Conference Centre        |
| 2010. december 20.   | London                  | Anglia                  | The O2                                           |
| Dél-Amerika          |                         |                         |                                                  |
| 2011. március 1.     | Salta                   | Argentína               | Estadio Padre Ernesto Martearena                 |
| 2011. március 3.     | Córdoba                 | Argentína               | Estadio Mario Alberto Kempes                     |
| 2011. március 5.     | Buenos Aires            | Argentína               | Estadio Puerto Madero                            |
| 2011. március 6.     | Punta del Este          | Uruguay                 | Hotel Conrad Grounds                             |
| 2011. március 8.     | Asunción                | Paraguay                | Hipódromo de Asunción                            |
| 2011. március 10.    | Santiago                | Chile                   | Estadio Nacional de Chile                        |
| 2011. március 12.    | Bogotá                  | Kolumbia                | Simón Bolívar Park                               |
| 2011. március 15.    | Porto Alegre            | Brazília                | FIERGS Parking Lot                               |
| 2011. március 19.    | São Paulo               | Brazília                | Morumbi Stadium                                  |
| 2011. március 21.    | Santa Cruz de la Sierra | Bolívia                 | Estadio Ramón Tahuichi Aguilera                  |
| 2011. március 24.    | Brazíliaváros           | Brazília                | Estádio Mané Garrincha Parking Lot               |
| 2011. március 25.    | Lima                    | Peru                    | Estadio Universidad San Marcos                   |
| 2011. március 27.    | Caracas                 | Venezuela               | Simón Bolívar University                         |
| Észak-Amerika        |                         |                         |                                                  |
| 2011. március 30.    | Santo Domingo           | Dominikai Köztársaság   | Estadio Olímpico Félix Sánchez                   |
| 2011. április 2.     | Mexikóváros             | Mexikó                  | Foro Sol                                         |
| 2011. április 5.     | Guadalajara             | Mexikó                  | Estadio Tres de Marzo                            |
| 2011. április 7.     | Monterrey               | Mexikó                  | Estadio Universitario                            |
| 2011. április 9.     | Guatemalaváros          | Guatemala               | Estadio Cementos Progreso                        |
| 2011. április 10.    | San José                | Costa Rica              | Estadio Nacional de Costa Rica                   |
| 2011. április 12.    | Panamaváros             | Panama                  | Plaza Figali                                     |
| Ázsia                |                         |                         |                                                  |
| 2011. április 29.    | Abu-Dzabi               | Egyesült Arab Emírségek | Yas Arena                                        |
| Európa               |                         |                         |                                                  |
| 2011. május 2.       | Bologna                 | Olaszország             | Futurshow Station                                |
| 2011. május 3.       | Milánó                  | Olaszország             | Mediolanum Forum                                 |
| 2011. május 5.       | Budapest                | Magyarország            | Papp László Budapest Sportaréna                  |
| 2011. május 7.       | Bukarest                | Románia                 | Piaţa Constituţiei                               |
| 2011. május 9.       | Belgrád                 | Szerbia                 | Belgrade Arena                                   |
| 2011. május 10.      | Zágráb                  | Horvátország            | Arena Zagreb                                     |
| 2011. május 14.      | Mannheim                | Németország             | SAP Arena                                        |
| 2011. május 15.      | Mönchengladbach         | Németország             | Warsteiner HockeyPark                            |
| 2011. május 17.      | Łódź                    | Lengyelország           | Atlas Arena                                      |
| 2011. május 19.      | Minszk                  | Fehéroroszország        | Minsk-Arena                                      |
| 2011. május 22.      | Szentpétervár           | Oroszország             | SKK Peterburgsky                                 |
| 2011. május 24.      | Moszkva                 | Oroszország             | Olimpiyskiy                                      |
| Ázsia                |                         |                         |                                                  |
| 2011. május 26.      | Bejrút                  | Libanon                 | Beirut International Exhibition & Leisure Center |
| Afrika               |                         |                         |                                                  |
| 2011. május 28.      | Rabat                   | Marokkó                 | OLM Souissi                                      |
| Európa               |                         |                         |                                                  |
| 2011. május 29.      | Barcelona               | Spanyolország           | Estadi Olímpic Lluís Companys                    |
| 2011. május 30.      | Valencia                | Spanyolország           | Sala Auditorio Marina Sur                        |
| 2011. június 1.      | Almería                 | Spanyolország           | Estadio de los Juegos Mediterráneos              |
| 2011. június 3.      | Madrid                  | Spanyolország           | Vicente Calderón Stadium                         |
| 2011. június 4.      | Bilbao                  | Spanyolország           | San Mamés Stadium                                |
| 2011. június 5.      | Nizza                   | Franciaország           | Palais Nikaia                                    |
| 2011. június 7.      | Genf                    | Svájc                   | SEG Geneva Arena                                 |
| 2011. június 8.      | Zürich                  | Svájc                   | Hallenstadion                                    |
| 2011. június 10.     | Graz                    | Ausztria                | Schwarzl-Freizeitzentrum                         |
| 2011. június 11.     | Frankfurt               | Németország             | Festhalle Frankfurt                              |
| 2011. június 13.     | Párizs                  | Franciaország           | Palais Omnisports de Paris-Bercy                 |
| 2011. június 14.     | Párizs                  | Franciaország           | Palais Omnisports de Paris-Bercy                 |
| Észak-Amerika        |                         |                         |                                                  |
| 2011. július 15.     | Cancún                  | Mexikó                  | Moon Palace Resort Grounds                       |
| 2011. július 16.     | Mérida                  | Mexikó                  | La Plancha                                       |
| 2011. július 19.     | Villahermosa            | Mexikó                  | Parque Tabasco                                   |
| 2011. július 22.     | Tuxtla Gutiérrez        | Mexikó                  | Estadio Víctor Manuel Reyna                      |
| 2011. július 24.     | Puebla                  | Mexikó                  | Estadio de Béisbol Hermanos Serdán               |
| 2011. július 26.     | León                    | Mexikó                  | Poliforum León Esplanade                         |
| 2011. július 28.     | Hermosillo              | Mexikó                  | Estadio Heróe de Nacozari                        |
| 2011. július 30.     | Tijuana                 | Mexikó                  | Estadio Caliente                                 |
| 2011. július 31.     | Mexicali                | Mexikó                  | Centro de Ferias y Exposiciones                  |
| Ázsia                |                         |                         |                                                  |
| 2011. szeptember 24. | Marina Bay              | Szingapúr               |                                                  |
| Dél-Amerika          |                         |                         |                                                  |
| 2011. szeptember 30. | Rio de Janeiro          | Brazília                | Parque Olímpico Cidade do Rock                   |
| Európa               |                         |                         |                                                  |
| 2011. október 8.     | Kijev                   | Ukrajna                 | Olimpiysky Stadium                               |
| Észak-Amerika        |                         |                         |                                                  |
| 2011. október 14.    | San Juan                | Puerto Rico             | José Miguel Agrelot Coliseum                     |

## Linkek
- Hivatalos weboldal

## Fordítás
- Ez a szócikk részben vagy egészben  a   The Sun Comes Out World Tour című angol Wikipédia-szócikk fordításán alapul.  Az eredeti cikk szerkesztőit annak laptörténete sorolja fel. Ez a jelzés csupán a megfogalmazás eredetét és a szerzői jogokat jelzi, nem szolgál a cikkben szereplő információk forrásmegjelöléseként.